# Biševo (sziget)
Biševo (olaszul: Busi) egy sziget Horvátországban, Dalmáciában, Split-Dalmácia megyében, Vistől délnyugatra. 

## Leírása
A sziget ősi neve Busi, illetve Buzi volt. Mai nevét a szláv „biser” (gyöngy) főnévből származtatják, de valószínűbb a latin „bis” (kén) főnévből való eredeztetése, mivel kén lelőhelyek ma is találhatók itt.
A sziget körülbelül 4 km hosszú és legfeljebb 2 km széles. Mészkőből épült, a legmagasabb csúcsa a Stražbenica (239 m). A meredek, tagolatlan part 18,1 km hosszú. A sok tengerparti barlangja közül a leghíresebb a Kék- vagy Biševo-barlang és Medvedina. A sziget nagy részét benőtte örökzöld macchia. Komižával egész évben kompjárat köti össze. Az 1920-as években mintegy 240 ember élt a szigeten (volt általános iskola is), de a második világháború után sokan az USA-ba és Ausztráliába, valamint a szomszédos Komižára emigráltak. Települései közül a part mentén található Porat, Mezoporat és Salbunora, míg a sziget belsejében fekszenek Polje, Gornja Salbunora, Potok, Velo Gora és Nevaja települések. Ma már nincs állandó lakossága Salbunora (réi halásztelepülés), Porat, Mezuporat, Vela Gora, Potok, Polje és Nevaja településeknek.
A kisszámú lakosság szőlő (Plavac) és olajbogyó termesztésével és halászattal foglalkozik, az utóbbi időben pedig a Komižából szervezett Kék-barlang és a homokos strandok látogatásával kapcsolatos turizmusból él. 
Lásd még: Biševo (település)

## Turizmus
- A sziget fő természeti látványossága a Kék-barlang (Modra špilja). A barlang a Balun-öbölben található és csak a tenger felől közelíthető meg. Napfényes napokon, amikor a tenger csendes, különösen 11 óra és dél között a napfény beszűrődik a víz alatti nyíláson át a barlang déli részébe és visszatükröződik a víz alól kékes, ezüstös fénnyel világítva be a barlangot. A barlangba csak egy 3 méter széles, másfél méter magas és 12 méter hosszú bejáraton át lehet bejutni. A barlang teljes hosszúsága 24 méter, szélessége 12 méter. 1884-ben Eugen Ransonnet-Villez osztrák diplomata és természettudós fedezte fel a nagyvilágnak és kezdte népszerűsíteni. Ezután egy 2 méter szélességű másik bejáratot is nyitottak rajta, amelyen át evező nélküli kis hajókkal lehet bejutni. A barlang 1951 óta védelem alatt áll.

- A sziget másik barlangja a sziget déli partján, a Trešjavac-öbölben található Medvedina, mely 150 méter hosszú és 14 méter széles. Bejárata 14 méter széles és 20 méter magas, a bejárattól befelé méretei egyre szűkülnek. Nevét a mediterrán barátfókáról (horvátul: sredozemna medvjedica) kapta, melynek kedvelt élőhelye volt. Endemikus élőlények élőhelyeként természetvédelmi terület.

## Fordítás
Ez a szócikk részben vagy egészben  a   Biševo című horvát Wikipédia-szócikk ezen változatának fordításán alapul.  Az eredeti cikk szerkesztőit annak laptörténete sorolja fel. Ez a jelzés csupán a megfogalmazás eredetét és a szerzői jogokat jelzi, nem szolgál a cikkben szereplő információk forrásmegjelöléseként.